# 牧病院 (大阪市)
牧病院（まきびょういん）は、医療法人清翠会が大阪府大阪市旭区新森に設置する病院。

## 診療科
- 内科
- 循環器内科
- 消化器内科
- 神経内科
- 外科
- 整形外科
- 放射線科
- 皮膚科
- 漢方外来
- リハビリテーション科

## 医療機関の指定・認定
（下表の出典）
| 保険医療機関           | 労災保険指定病院                               |
| 生活保護法指定病院     | 結核指定病院                                   |
| 肝疾患診療連携拠点病院 | 原子爆弾被害者一般疾病医療取扱病院             |
| DPC対象病院            | 身体障害者福祉法指定医の配置されている医療機関 |
| 在宅療養支援病院       | 公害医療機関                                   |

- 救急告示病院（二次救急）[2]
- 公益財団法人日本医療機能評価機構認定病院[3]
- このほか、各種法令による指定・認定病院であるとともに、各学会の認定施設でもある。

## 交通アクセス
- Osaka Metro今里筋線「清水駅」より徒歩3分[4]
- Osaka Metro谷町線「千林大宮駅」より徒歩18分[4]